# De Kumulusformule
 De Kumulusformule  is een verhaal uit de Belgische stripreeks Piet Pienter en Bert Bibber van Pom.
Het verhaal verscheen voor het eerst in Gazet Van Antwerpen van 31 januari 1957 tot 30 mei 1957 en als nummer 6 in de reeks bij De Vlijt.

## Personages
- Piet Pienter
- Bert Bibber
- Prof. Dr. Ir. Kumulus

## Albumversies
De Kumulusformule verscheen in 1957 als album 6 bij uitgeverij De Vlijt. In 1998 gaf uitgeverij De Standaard het album opnieuw uit.